# HDK
HDK (Hate, Death, Kill) is een Nederlands metalmuziekproject dat in 2005 werd gevormd in de Limburgse plaats Reuver. Het project werd opgericht door Sander Gommans, die vooral bekend is van de Nederlandse metalband After Forever. De stijl van HDK kenmerkt zich hoofdzakelijk door een combinatie van elementen uit de melodieuze deathmetal, moderne thrashmetal en progmetal.

## Bezetting

### Huidige leden
- Sander Gommans – grunts, elektrische gitaar en basgitaar[2]

### Oud-leden en sessiemuzikanten
Vocalisten
- Amanda Somerville
- Andre Matos (Angra)
- Mike Scheijen (37 Stabwoundz)
- Patrick Savelkoul (Callenish Circle)
- Geert Kroes (Dead Man's Curse, BlindSight)
- Paul Niessen (I Witness, Rage on Stage)
- Jos Severens (Sustain)
- Monica Janssen (X-Tinxion, Downcast Collision)

Gitaristen
- Arjen Anthony Lucassen
- Marcel Coenen (Sun Caged)
- Bastiaan Kuiper (Engine of Pain)
- Frank Schiphorst (MaYaN)

Toetsenisten
- Uri Dijk (Textures)
- Joost van den Broek (Sun Caged, After Forever)
- Erik van Ittersum (Kingfisher Sky, Phantom Elite, Insomnia, Ethereal)

Bassisten
- Peter Vink (Finch)

Drummers
- Ariën van Weesenbeek
- Koen Herfst (Bagga Bownz, Vandenberg, Armin van Buuren)
- Joeri Warmerdam (Phantom Elite)

## Discografie
Albums
- System Overload (2009)
- Serenades of the Netherworld (2014)

Singles en ep's
- Borderland (2022)
- Human Error (2023)